# هدية همبولت
هدية همبولت هي رواية صدرت عام 1975 للمؤلف الكندي الأمريكي سول بيلو. فازت بجائزة بوليتزر للرواية عام 1976 وساهمت في فوز بيلو بجائزة نوبل في الأدب في نفس العام.

## حبكة
الرواية، التي قصد بيلو في البداية أن تكون قصة قصيرة، هي قصة مقنعة تدور حول صداقة بيلو مع الشاعر ديلمور شوارتز [الإنجليزية]. يستكشف العلاقة المتغيرة بين الفن والقوة في أمريكا. وهي موضوع مرتبط بالسيرة المهنية المتناقضة لكاتبين، فون همبولت فليشر (إلى حد ما نسخة من شوارتز) وتلميذه تشارلي سيترين (إلى حد ما نسخة من بيلو نفسه). يتوق فليشر إلى الارتقاء بالمجتمع الأمريكي من خلال الفن، لكنه يموت فاشلاً. وعلى النقيض من ذلك، يجني تشارلي سيترين الكثير من المال من خلال كتاباته، وخاصة من مسرحية في برودواي وفيلم عن شخصية تدعى فون ترينك - وهي شخصية على غرار فليشر.
شخصية بارزة أخرى في الكتاب هي رينالدو كانتابيل، وهو رجل عصابات في شيكاغو، يحاول التنمر على سيترين حتى يصبحا أصدقاء.
فازت الرواية بجائزة بوليتزر للرواية عام 1976، وهي أول جائزة لبيلو بعد أن أوصت لجان التحكيم المختلفة بثلاثة أعمال سابقة. يقول هومبولت في الرواية، ويوافقه سيترين، إن الجائزة هي "جائزة دعاية صحفية وهمية يمنحها محتالون وأميون". وعندما سئل عن الوصف بعد فوزه بالجائزة، ضحك بيلو وقال إنه سيقبل الجائزة "في صمت كريم".
يرى بعض النقاد، ومن بينهم مالكولم برادبري، الرواية بمثابة تعليق على سلعنة الثقافة المتزايد في أمريكا في منتصف القرن. وفي معظم أجزاء الكتاب، يحلل بيلو أيضًا، من خلال صوت سيترين، أفكاره حول الروحانية والشعر والنجاح في أمريكا.
ألفين كيرنان، في كتابه "المكتبة الخيالية" الصادر عام 1982، ضمّن فصلًا عن هذه الرواية، مجادلًا بأن الرواية تمثل تراجع أهمية المفهوم الرومانسي للأدب في الحياة المعاصرة.